# Bernardo de Iriarte (obraz Goi)
Bernardo de Iriarte (hiszp. Bernardo de Iriarte) – obraz olejny hiszpańskiego malarza Francisca Goi, znajdujący się w Muzeum Sztuk Pięknych w Strasbourgu. Portret przedstawia polityka Bernarda de Iriarte.

## Okoliczności powstania
Bernardo de Iriarte (1735–1814) był wyróżniającym się politykiem swoich czasów, członkiem hiszpańskiej Rady Państwa i Rady Indii. Był entuzjastą i promotorem sztuki, w 1792 otrzymał tytuł wiceprotektora Królewskiej Akademii Sztuk Pięknych św. Ferdynanda w Madrycie. Jako dyplomata pracował w Parmie i w Londynie. W 1797 został mianowany Ministrem Rolnictwa, Handlu, Żeglugi i Posiadłości Zamorskich, prawdopodobnie z tej okazji sportretował go Goya. Był człowiekiem o szerokich horyzontach, otwartym na nowe idee i zwolennikiem reform. Pracował w okupacyjnym rządzie Józefa I Bonapartego, dlatego po powrocie Ferdynanda VII na tron musiał wyemigrować do Francji. Zmarł w Bordeaux w 1814 roku.
Obraz powstał w 1797, zaledwie cztery lata po ataku ciężkiej choroby, w wyniku której Goya prawie rok walczył ze śmiercią, paraliżem i ślepotą. Doszedł do zdrowia tylko częściowo, pozostał jednak głuchy do końca życia. Szybko wrócił do pracy, mimo że nadal odczuwał następstwa choroby. Starał się przekonać kręgi artystyczne, że choroba nie osłabiła jego zdolności malarskich, gdyż plotki o jego ułomności mogły poważnie zaszkodzić dalszej karierze. Zaczął pracować nad obrazami gabinetowymi niewielkich rozmiarów, które nie nadwerężały jego fizycznej kondycji. Pierwsze prace tego typu (m.in. Dziedziniec szaleńców) pokazał właśnie Bernardowi Iriarte, u którego szukał poparcia dla nowatorskich dzieł, zanim przedstawił je w Akademii. Ich korespondencja na ten temat z 4 i 7 stycznia 1794 świadczy o życzliwości polityka wobec malarza. Goya był również gościem w domu Iriarte, gdzie oglądał jego imponującą kolekcję sztuki.

## Opis obrazu
Iriarte został przedstawiony w półpostaci, siedzący w fotelu i lekko obrócony w stronę widza. Jest mocno wyprostowany i nie opiera się o fotel, sprawiając wrażenie jakby właśnie miał się podnieść. W ten sposób ukazuje się jako postać przywódcza, energiczna i gotowa do działania. Portretowany ma 62 lata, chociaż wydaje się młodszy, niekiedy Goya odmładzał modeli na ich życzenie. Malarz sportretował go w podobny sposób do innych przedstawicieli inteligencji, których podziwiał, takich jak: generał Antonio Ricardos i Félix Colón de Larreátegui. Iriarte ma na sobie dopasowany aksamitny kaftan w odcieniach szarości, białą koszulę z żabotem i falbankami przy mankietach. Na piersi widnieje Order Karola III, z którego polityk wydaje się bardzo dumny. W prawej ręce trzyma czerwoną książkę, podczas gdy lewa jest oparta na biodrze i niewidoczna.
Sposób przedstawienia postaci i niektóre elementy portretu, takie jak trudne do malowania ręce, znacznie wpływały na cenę obrazu. Z tego powodu na licznych portretach pędzla Goi ręce modeli są ukryte w połach kamizelki, za plecami modela, lub w inny sposób. Malując rękę opartą o biodro, Goya osiągnął efekt trójwymiarowy – widz ma wrażenie, że łokieć „wychodzi” z obrazu. Wokół łokcia widoczne są pentimenti, świadczące o kilku nieudanych próbach do zamierzonego efektu.
Postać odcina się od ciemnego, neutralnego tła. Strumień światła pochodzący z lewej strony oświetla twarz modela i oparcie fotela, na którym wydobywa hafty w żółtych odcieniach. Tkaniny kaftana i obicia fotela powstały przy użyciu szybkich pociągnięć grubego pędzla, a kwiaty na kamizelce naniesiono szybkimi, okrągłymi ruchami. Obraz został wystawiony 1 listopada 1797 w Królewskiej Akademii Sztuk Pięknych św. Ferdynanda, gdzie zebrał pochwały za „podobieństwo i mistrzostwo wykonania”.
W dolnej części obrazu na fikcyjnym parapecie znajduje się inskrypcja: D. Bernardo Yriarte Vice protr. de la Rl. Academia de las tres nobles / Artes, retratado por Goya en testimonio de mutua estimacn. y afecto. año de / 1797 (Don Bernardo Yriarte wiceprotektor Akademii Sztuk Pięknych, sportretowany przez Goyę w dowód wzajemnego szacunku i afektu. Rok 1797).

## Proweniencja
Obraz należał do kolekcji Groult, a następnie Dorouais w Paryżu. W 1941 został włączony do kolekcji Muzeum Sztuk Pięknych w Strasbourgu. W Metropolitan Museum of Art w Nowym Jorku znajduje się nieautorska kopia tego obrazu.